# Мисс Казахстан 1998
Мисс Казахстан 1998 (каз. Мисс Қазақстан 1998) — 2-й национальный конкурс красоты, проводился в Алма-Аты, во «Дворце республики» 19 июня 1998 года. Победительницей конкурса стала представительница города Алматы — Дана Толеш.

## Гости
Список гостей:
- Гаухар Мурзабекова скрипачка, Народная артистка РК;
- Кирилл Ли;
- Галина Мурашкина;
- Джамиля Серекбаева.

## Итоговый результат
Итоговый результат:
| Титул               | Участница        |
| ------------------- | ---------------- |
| Мисс Казахстан 1998 | Дана Толеш       |
| 1-я Вице Мисс       | Ирина Алексеева* |
| 2-я Вице Мисс       | Мария Никифорова |

*На данный момент носит фамилию Ашербекова

## Участницы
Всего в национальном конкурсе красоты приняло 50 участник из 14 регионов.